# ツァーラアト
ツァーラアト（ヘブライ語: צרעת〈ṣāraʿat〉、英語: Tzaraath）は、現代ヘブライ語では、らい病すなわちハンセン病のこと。
しかし、もとの古代聖書ヘブライ語では、単一の病気を指す言葉ではなく、広い意味を持つ総称的な言葉であった。さらに、レビ記13章47-59節のように、布・皮のカビ（菌類）や、レビ記14章34-44節にあるような、家の壁に生じる同様の状態を指す名称でもあった。岩波訳聖書のうち旧約聖書翻訳委員会訳聖書では、1、そもそもヘレニズム以前の古代オリエント世界にハンセン病があった証拠はない。2、「ツァーラアト」という単一の病気はない。3、レビ記13章で描写される皮膚病は単一の疾患ではない。そしてこれらの理由とともに、差別的な用法からも、特定の疾病を指すのではなく、祭儀的視点から「けがれた」と分類される皮膚疾患の一部を包括する概念であるとして、ツァーラアトをそのまま用いている。
また、ハンセン病はアレクサンドロス3世が遠征の際に持ち込んだとする説が有力であり、ツァーラアトに対応するギリシア語の「レプラ」もハンセン病以外の差別すべき皮膚疾患の総称で、祭儀的な「けがれ」によるものとされる。新改訳聖書では、第3版より、レプラやレプロスについても同じく「ツァラアト」と訳している。